# Casa Jesús
L'Habitatge al carrer Boteres, 3 és una obra renaixentista de Torrelameu (Noguera) inclosa a l'Inventari del Patrimoni Arquitectònic de Catalunya.

## Descripció
Es tracta d'un edifici de tres plantes. Mentre les dues primeres, ultra remodelacions, podrien ser de la primera època, la tercera és evidenment moderna. La planta baixa només té una obertura, la porta d'entrada, estructurada per un arc de mig punt adovellat. El primer pis té diverses finestres allindades i amb l'estructura de pedra. El segon pis torna a presentar escasses obertures.
La diferenciació de l'aparell dels murs podria obeir a diverses ampliacions o remodelacions del conjunt. A la planta baixa els murs són fets amb aparell de carreus regulars i ben escairats. Al primer pis són de maçoneria i al segon de maó i arrebossats.